# Hilarius Schyschkiwskyj
 (juin 2025).

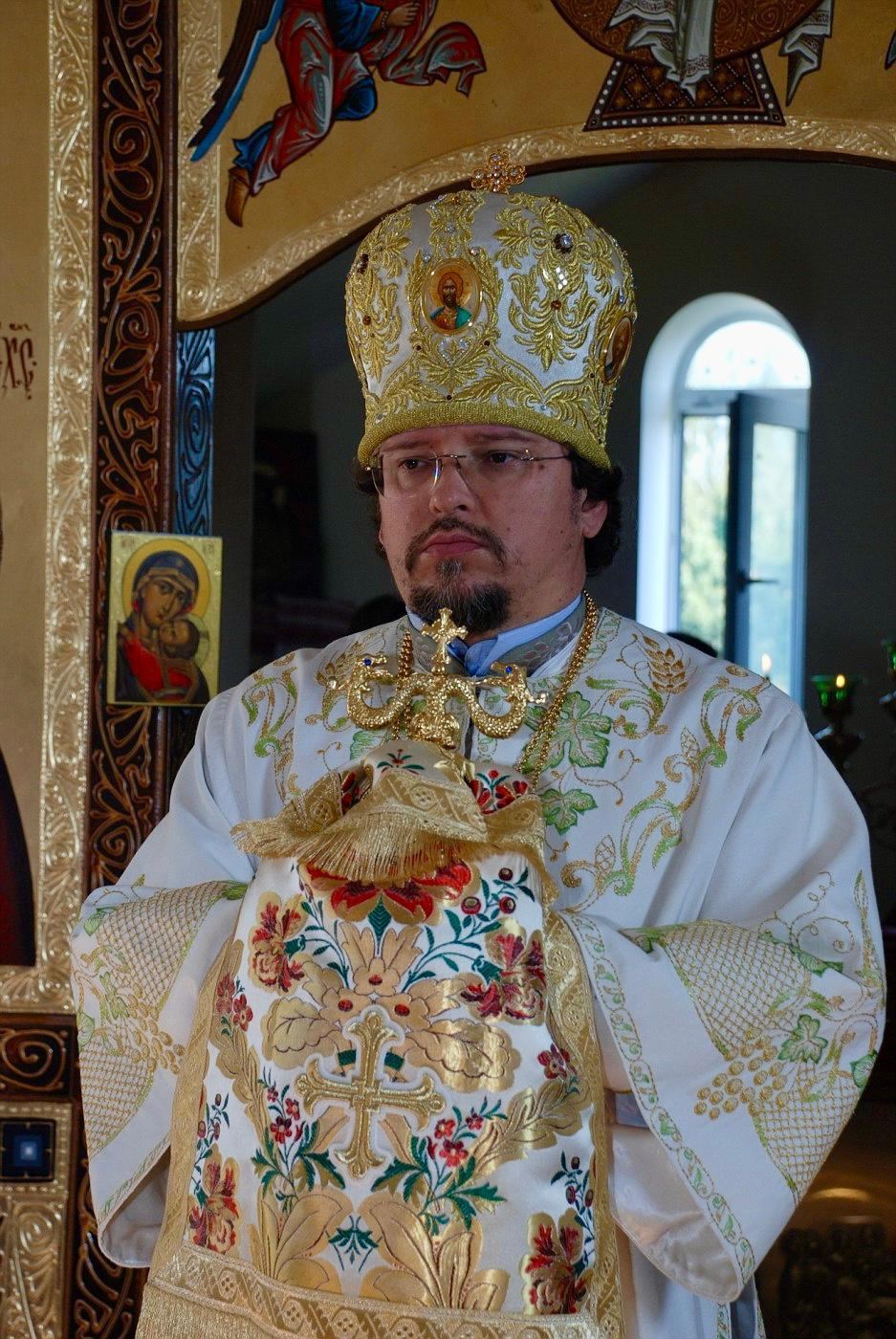
Иларий Шишковский

Hilarius (ukrainien : Іларій; nom mondain Eduard Stepanovich Shishkovsky, russe : Эдуард Степанович Шишковский, Eduard Stepanovych Shyshkivskyi, ukr: Едуард Степанович Шишківський; Mykolaïv, 18 avril 1969 - Kiev, 16 mars 2018) était un archiprêtre de l'Église orthodoxe ukrainienne du Patriarcat de Moscou, archevêque de Makarov, évêque auxiliaire du diocèse de Kiev, recteur de l'École de catéchèse et de direction et de l'École d'iconographie du diocèse de Kiev. L'archevêque Hilarius a souvent représenté l'Église orthodoxe ukrainienne lors d'événements interconfessionnels et universitaires, tant en Ukraine qu'à l'étranger.

## Biographie
Né dans une famille religieuse, il a été baptisé le 9 juin 1969 dans l'église de Tous les Saints de Mykolaïv sous le nom de Ioann (Jean). À partir de 1976, il fréquente le lycée numéro 14 de Mykolaïv. En 1980, après avoir déménagé à Brianka, dans l'oblast de Louhansk, il est transféré au lycée numéro 10, qu'il termine après six ans. Il a poursuivi ses études à l'école professionnelle numéro 18 et a obtenu son diplôme avec mention en juillet 1987. De juillet 1987 à juin 1988, il a travaillé comme assistant de forage à l'expédition géologique Lénine.
Du 19 juin 1988 au 29 mai 1990, il a effectué son service militaire dans l'armée soviétique à Saratov. Il a ensuite fréquenté le séminaire et l'académie de théologie de Kiev, dont il a obtenu son diplôme avec mention en 1997. À partir de 1996, il travaille comme professeur à l'école sacerdotale de Kyiv.
Le 18 mars 1999, il a obtenu son doctorat sur le thème «Les conceptions esthético-religieuses de la Russie antique à l'époque pré-synodale », qui lui a valu le grade de candidat en théologie. La même année, il a été nommé maître de conférences aux Écoles sacerdotales de Kiev, où il a enseigné les matières doctrinales «Doctrine morale», «Langue slave ancienne», «Éthique religieus» et «Ecclésiologie orthodoxe». Il a commencé son travail dans les écoles sacerdotales de Kyiv en tant que surveillant adjoint du surveillant. Il a également enseigné l'histoire de l'orthodoxie en Russie et en slavon d'église.
Depuis 1999, il est membre du conseil d'administration de l'Académie théologique de Kiev et et secrétaire responsable des «Travaux de l'Académie sacerdotale de Kiev».En 2000, il reçoit l'ordination monastique sous le nom d'Hilarius et est aussi ordonné prêtre-moine.
En août 2000, il a été nommé chef du département d'édition de la métropole de Kiev. Grâce à son aide, le «Journal orthodoxe» fut fondé. En 2001, le jour de Pâques, il fut ordonné abbé avec la bénédiction du métropolite Vladimir de Kiev.
À partir de 2002, il a enseigné le cours «Les bases de la morale chrétienne» et a dirigé la chaire de la doctrine de la foi, sur la base de «l'Institut ukrainien-azerbaïdjanais des sciences sociales et des relations internationales appelé G. A. Aliyev à l'Académie internationale de gestion des ressources humaines».
En mars 2003, il est devenu membre de la commission active pour les affaires d'éthique du Centre national des préparations immunobiologiques. Le 21 novembre 2003, il a été nommé archimandrite avec la bénédiction du métropolite de Kiev Vladimir. Le 28 janvier 2005, il a été nommé secrétaire du Conseil des écoles sacerdotales de Kiev et, le 30 mars 2007, vice-recteur de ces dernières. Sur décision du Saint-Synode de l'Église orthodoxe ukrainienne, il a été nommé le 10 juin 2007 secrétaire du corps auprès du Saint-Synode de l'Église orthodoxe ukrainienne.

### Département de l'archevêque
Le 27 juillet 2007, il a été élu évêque de Severodonetsk et Starobelisk par décision du Saint-Synode de l'Église orthodoxe ukrainienne. Le 28 juillet de la même année, dans la résidence du métropolite Vladimir de Kiev et de toute l'Ukraine, l'archimandrite Hilarius a été élevé au rang d'évêque de Severodonetsk et Starobelisk, puis a été consacré évêque de Severodonetsk et Starobelisk le 29 juillet 2007 par le métropolite Vladimir, dans la Laure des Grottes de Kiev. Par décision du Saint-Synode de l'Église ukrainienne du 14 décembre 2007, il a été transféré à la chaire de Soumy.
Par décision du Synode du 11 novembre 2008, l'évêque Ilarij a été transféré au diocèse de Kherson et Tauria (Journal numéro 103) et, en même temps, nommé chef du département synodal de l'éducation religieuse et de la catéchèse de l'Église orthodoxe ukrainienne (Journal numéro 104).
Sa nomination en tant qu'évêque de Makariv et évêque auxiliaire de la métropole de Kiev a eu lieu le 17 novembre 2008 sur décision du Synode (Journal des sessions №108). Par la même décision, le synode a donné sa bénédiction à l'ouverture de l'école spirituelle de catéchèse et de direction et de l'école d'iconographie dans le diocèse de Kiev. L'évêque Hilarius a été nommé recteur (Journal №109).
Le 23 décembre 2010, il est devenu président du comité pour la bioéthique et les affaires éthiques du Saint-Synode de l'Église orthodoxe ukrainienne. L'évêque Hilarius a également été chargé de diriger le nouvel évêché auxiliaire Makariwski du diocèse de Kiev. Lors de sa réunion du 10 février 2011, le Saint-Synode de l'Église orthodoxe ukrainienne a décidé de relever Hilarius de Makariv, évêque auxiliaire de la métropole de Kiev, du poste de président du conseil d'administration du département synodal de l'éducation religieuse et de la catéchèse de l'Église orthodoxe ukrainienne.

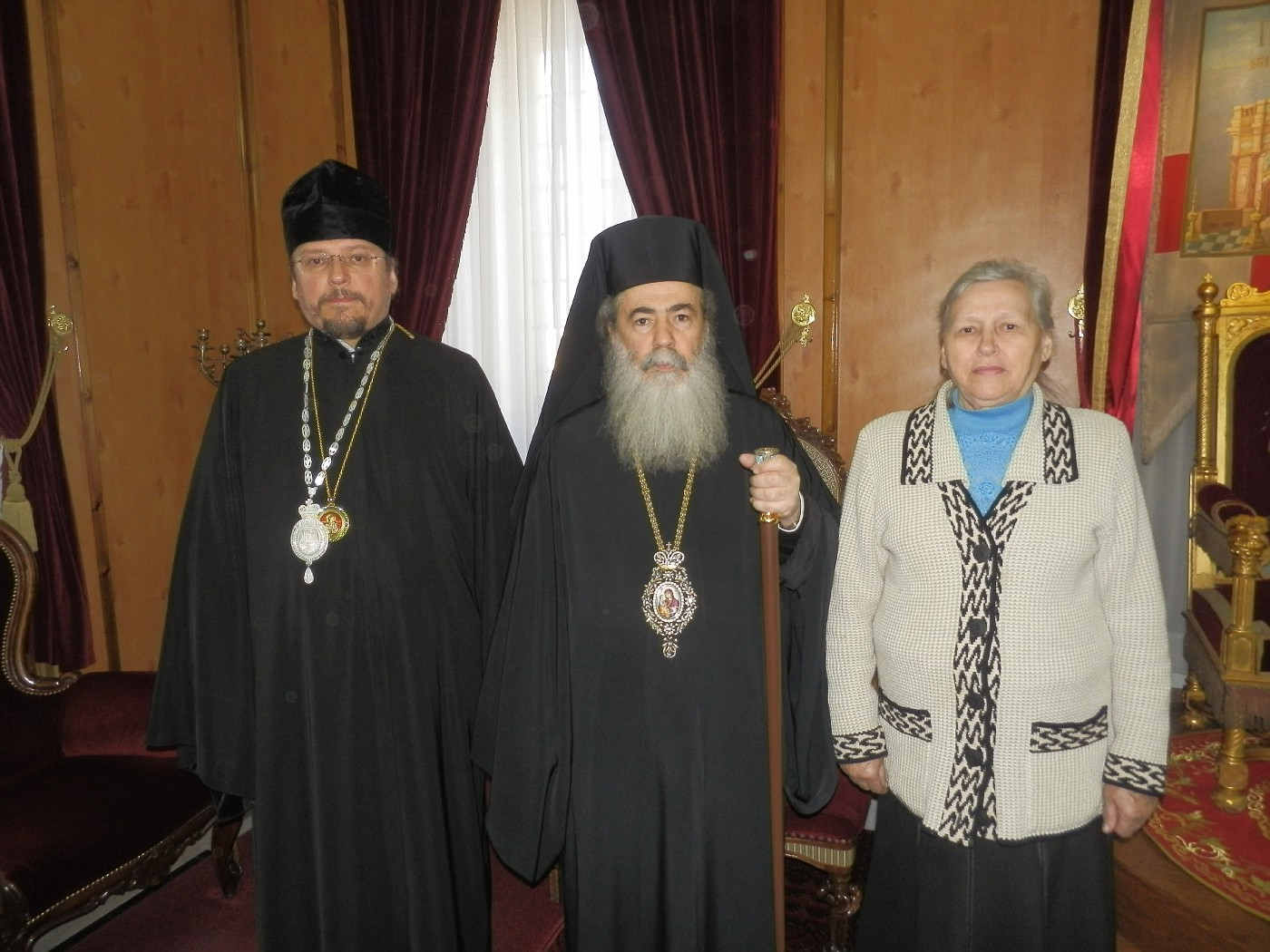
L'évêque Hilarius a rencontré le patriarche Théophile III en Terre Sainte.

Le 27 mars 2011, il a participé à une liturgie gréco-catholique et à l'intronisation du chef de l'Église gréco-catholique ukrainienne, Sviatoslav Chevtchouk, qu'il a félicité au nom du métropolite Vladimir de Kiev.
Le 25 septembre 2013, il est devenu le directeur de l'évêché auxiliaire de Makarievski dans le cadre de sa réorganisation. Le 16 septembre 2014, le Comité pour la bioéthique et les affaires éthiques auprès du Saint-Synode de l'Église orthodoxe ukrainienne, qu'il dirigeait, a été dissous.
En 2015, dans le cadre de son voyage de travail en Terre Sainte, Son Excellence l'évêque Hilarius a eu l'honneur de rencontrer Sa Béatitude le patriarche de Jérusalem Théophile III.
Le 17 août 2015, l'évêque Hilarius a été investi de la dignité d'archevêque par le métropolite Onufrij lors d'une liturgie lors de la Petite Entrée. Le 4 janvier 2018, dans le cadre de la réorganisation des évêchés auxiliaires du diocèse de Kiev «afin d'assurer une gestion ecclésiastique et administrative efficace des paroisses», il a été nommé évêque auxiliaire de Byshevsk pour les diocèses de Byshev, Makariv et Fastiv.
Dans le cadre de sa fonction d'archevêque du Patriarcat de Moscou, Il a également célébré plusieurs offices dans des paroisses orthodoxes en Allemagne, notamment le 21 août 2016, dans la paroisse orthodoxe russe du Saint Prophète Élie de Stuttgart.
Le 23 août 2016 à Eschau (Bas-Rhin), France, l'archevêque Hilarios, administrateur du vicariat de Makarovsky, a célébré un office de prière dans l'église Saint-Trophime devant les reliques de la sainte martyre Sophia,,.

### Décès et funérailles
L'archevêque Ilarij a souffert d'un anévrisme et d'un accident vasculaire cérébral le 10 mars 2018 et est tombé dans le coma. Il est décédé dans le coma, dans l'unité de soins intensifs de la clinique «Boris» de Kiev, le 16 mars 2018, vers 14 heures, des suites d'un accident vasculaire cérébral.
Le 17 mars 2018, le métropolite Pavel de Vychgorod et de Tchernobyl a célébré une liturgie commémorative ainsi qu'un service funèbre pour l'archevêque Hilarius.Il a été enterré au cimetière des Frères dans le sanctuaire du monastère de l'icône Pecherskaya de la Mère de Dieu.

## Récompenses
- Ordre de Saint-Iov de Potchaïev, 3e classe Diplômés – 17 août 2017